# Extracción de órganos a practicantes de Falun Gong en China

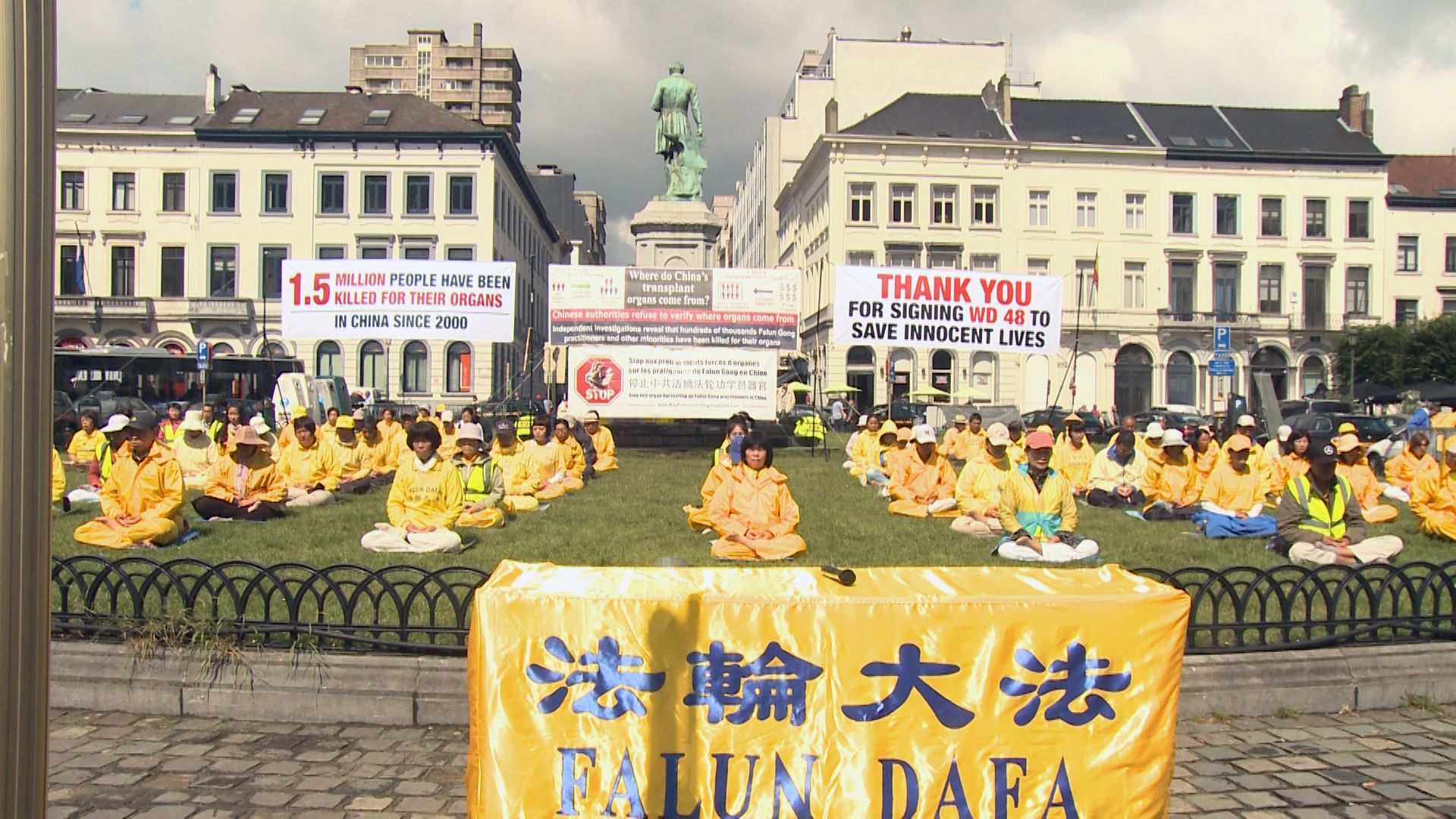
Practicantes de Falun Gong protestan contra la sustracción de órganos; manifestación fuera de la Eurocámara, 2016

Los informes sobre la sustracción de órganos a practicantes de Falun Gong y otros presos políticos en China han generado una creciente preocupación por parte de algunos grupos dentro de la comunidad internacional. Según un informe del exlegislador David Kilgour, el abogado de derechos humanos David Matas y el periodista Ethan Gutmann, se está ejecutando «a demanda» a presos políticos, en su mayoría practicantes de Falun Gong, para proporcionar órganos para trasplantes a los receptores. Se dice que la sustracción de órganos se lleva a cabo tanto como resultado de la persecución del Partido Comunista de China a Falun Gong como por los incentivos financieros disponibles para las instituciones y las personas involucradas en el comercio.
Los informes sobre la extirpación sistemática de órganos a los practicantes de Falun Gong surgieron por primera vez en 2006, aunque algunos creen que la práctica comenzó seis años antes. Varios investigadores, especialmente el abogado de derechos humanos canadiense David Matas, el exparlamentario David Kilgour y el periodista de investigación Ethan Gutmann, estiman que decenas de miles de presos de conciencia de Falun Gong han sido asesinados para proporcionar un lucrativo comercio de órganos humanos y cadáveres y que estos abusos puede estar en curso. Estas conclusiones se basan en una combinación de análisis estadístico; entrevistas con ex presos, autoridades médicas y agentes de seguridad pública; y evidencia circunstancial, como la gran cantidad de practicantes de Falun Gong detenidos extrajudicialmente en China y las ganancias que se obtendrían vendiendo órganos.
El gobierno chino siempre ha negado las acusaciones. Sin embargo, el fracaso percibido de las autoridades chinas para abordar o refutar efectivamente los cargos ha llamado la atención y la condena pública de algunos gobiernos, organizaciones internacionales y sociedades médicas. Los parlamentos de Canadá y la Unión Europea, así como el Comité de Asuntos Exteriores de la Cámara de Representantes de los Estados Unidos, han adoptado resoluciones que condenan la sustracción de órganos a los prisioneros de conciencia de Falun Gong. Los relatores especiales de las Naciones Unidas han pedido al gobierno chino que explique las fuentes de los órganos utilizados en las prácticas de trasplante, y la Asociación Médica Mundial, la Sociedad Estadounidense de Trasplantes y la Sociedad de Trasplantes han pedido sanciones a las autoridades médicas chinas. Varios países también han tomado o considerado medidas para disuadir a sus ciudadanos de viajar a China con el fin de obtener órganos. Un documental sobre extracción de órganos de practicantes de Falun Gong, Human Harvest, recibió un Premio Peabody 2014 que reconoce la excelencia en el periodismo televisivo.

## Antecedentes

### Trasplante de órganos en China
China tiene uno de los programas de trasplante de órganos más grandes del mundo. Aunque China no mantiene estadísticas nacionales sobre el volumen de trasplantes, los funcionarios chinos estimaron que se realizaron hasta 20.000 trasplantes de órganos en 2006, y aproximadamente 9.000 de estos fueron trasplantes de riñón e hígado. Algunas fuentes dicen que el número real de trasplantes es significativamente mayor, según un análisis detallado de los registros hospitalarios. Sin embargo, por motivos de cultura y costumbre, China tiene tasas extremadamente bajas de donación de órganos voluntaria. Entre 2003 y 2009, por ejemplo, solo 130 personas se ofrecieron para ser donantes de órganos. En 2010, la Cruz Roja China lanzó una iniciativa a nivel nacional para atraer donantes de órganos voluntarios, pero solo se inscribieron 37 personas. Debido a los bajos niveles de donación voluntaria de órganos, la de mayoría de los órganos utilizados en los trasplantes provienen de prisioneros. El gobierno chino aprobó un reglamento en 1984 para permitir la extracción de órganos de criminales ejecutados, siempre que den su consentimiento previo o si nadie reclama el cuerpo.
A pesar de la ausencia de un sistema organizado de donación o asignación de órganos, los tiempos de espera para obtener órganos vitales en China se encuentran entre los más cortos del mundo, a menudo solo semanas para órganos como riñones, hígados y corazones. Esto lo ha convertido en un destino para el turismo internacional de trasplantes y un lugar importante para las pruebas de drogas farmacéuticas contra el rechazo. El comercio de órganos humanos también ha sido una fuente lucrativa de ingresos para los establecimientos médicos, militares y de seguridad pública chinos. Debido a que no existe un sistema nacional efectivo de donación o asignación de órganos, los hospitales obtienen órganos de agentes locales, incluso a través de sus conexiones con tribunales, centros de detención y cárceles.
A los receptores de trasplantes de órganos en China generalmente no se les informa la identidad del donante de órganos, ni se les proporciona evidencia de consentimiento por escrito. En algunos casos, incluso la identidad del personal médico y los cirujanos puede ser ocultada a los pacientes. El problema de la transparencia se agrava por la falta de directrices éticas para la profesión de trasplante o el sistema de disciplina para los cirujanos que violan los estándares éticos.
En la década de 1990, la creciente preocupación sobre posibles abusos derivados del consentimiento forzado y la corrupción llevaron a grupos médicos y organizaciones de derechos humanos a comenzar a condenar el uso de órganos de prisioneros por parte de China. Estas preocupaciones reaparecieron en 2001, cuando un médico militar chino declaró ante el Congreso de los Estados Unidos que había participado en operaciones de extracción de órganos de prisioneros ejecutados, algunos de los cuales aún no habían muerto. En diciembre de 2005, el viceministro de Salud de China, Huang Jiefu, reconoció que hasta el 95% de los órganos de trasplante de donantes fallecidos, que representan el 65% de todos los trasplantes, provenían de prisioneros ejecutados y prometieron medidas para evitar abusos. Huang reiteró estas afirmaciones en 2008 y 2010, afirmando que más del 90% de los trasplantes de órganos de donantes fallecidos provienen de prisioneros. En 2006, la Asociación Médica Mundial exigió que China dejara de extraer órganos de los prisioneros, que no se consideran capaces de consentir adecuadamente. En 2014, Huang Jiefu dijo que la dependencia en la extracción de órganos de los condenados a muerte estaba disminuyendo, al tiempo que defendía la práctica de usar órganos de prisioneros en el sistema de trasplante.
Además de obtener órganos de presos condenados a muerte, los observadores e investigadores internacionales también han expresado su preocupación por la muerte de presos de conciencia para abastecer a la industria de trasplantes de órganos. Estos individuos no fueron condenados por delitos capitales, y en muchos casos fueron encarcelados extrajudicialmente sobre la base de sus creencias políticas o religiosas.

### Persecución de Falun Gong
Falun Gong es una disciplina china de qigong que involucra la meditación y una filosofía moral arraigada en la tradición budista. La práctica se hizo popular en la década de 1990 en China, y en 1998, fuentes del gobierno chino estimaron que hasta 70 millones de personas la habían practicado. Al percibir que Falun Gong era una amenaza potencial para la autoridad e ideología del Partido, el líder del Partido Comunista Jiang Zemin inició una campaña nacional para erradicar al grupo en julio de 1999.
Se creó un organismo extraconstitucional llamado Oficina 610 para dirigir la persecución a Falun Gong, y las autoridades movilizaron el aparato de los medios estatales, el poder judicial, la fuerza policial, el ejército, el sistema educativo, las familias y los lugares de trabajo. "Lucha" contra el grupo.
Desde 1999, los practicantes de Falun Gong han sido objeto de tortura sistemática, encarcelamiento masivo, trabajo forzado, y abuso psiquiátrico, todo con el objetivo de obligarlos a retractarse de sus creencias. A partir de 2009, el New York Times informó que al menos 2.000 practicantes de Falun Gong habían sido asesinados en medio de la campaña de persecución. Las fuentes de Falun Gong documentaron más de 3.700 casos de muerte con nombre en 2013. Sin embargo, debido a la dificultad para acceder y transmitir información de China, esto puede representar solo una parte de las muertes reales.

## Veredictos e informes de extracción de órganos de Falun Gong

### Sujiatun
Las primeras denuncias de extracción de órganos a gran escala por parte de practicantes de Falun Gong fueron hechas en marzo de 2006 por tres personas que afirmaban tener conocimiento de extracciones involuntarias de órganos en el Hospital de Trombosis Sujiatun en Shenyang, provincia de Liaoning. Uno de los denunciantes, la esposa de un cirujano en el hospital, afirmó que su esposo había realizado numerosas operaciones para extirpar las córneas de los practicantes de Falun Gong para el trasplante.
Representantes del Departamento de Estado de EE. UU. Fueron enviados al hospital de Sujiatun para investigar los reclamos. Les dieron un recorrido por las instalaciones y no encontraron evidencia para demostrar que las acusaciones eran ciertas, pero dijeron que seguían preocupados por el tratamiento de Falun Gong por parte de China y los informes de extracción de órganos. Poco después, en mayo de 2006, la Coalición para Investigar la Persecución de Falun Gong pidió al exparlamentario canadiense David Kilgour y al abogado de derechos humanos David Matas que investigaran las acusaciones más amplias de extracción de órganos de practicantes de Falun Gong en China. Kilgour y Matas acordaron realizar una investigación como voluntarios.

### Informe Kilgour-Matas
David Kilgour y David Matas publicaron los resultados de su investigación preliminar el 20 de julio de 2006, en un informe titulado "Informe sobre denuncias de sustracción de órganos de practicantes de Falun Gong en China". Aunque a la pareja se le negaron los visados para viajar a China, sin embargo compilaron más de 30 hilos de evidencia distintos que eran consistentes con las acusaciones de extracción de órganos de practicantes de Falun Gong. Estos incluyeron un análisis de estadísticas sobre trasplante de órganos en China, entrevistas con ex prisioneros de Falun Gong y registros de admisiones de hospitales y oficinas policiales chinos sobre la disponibilidad de órganos de practicantes de Falun Gong.

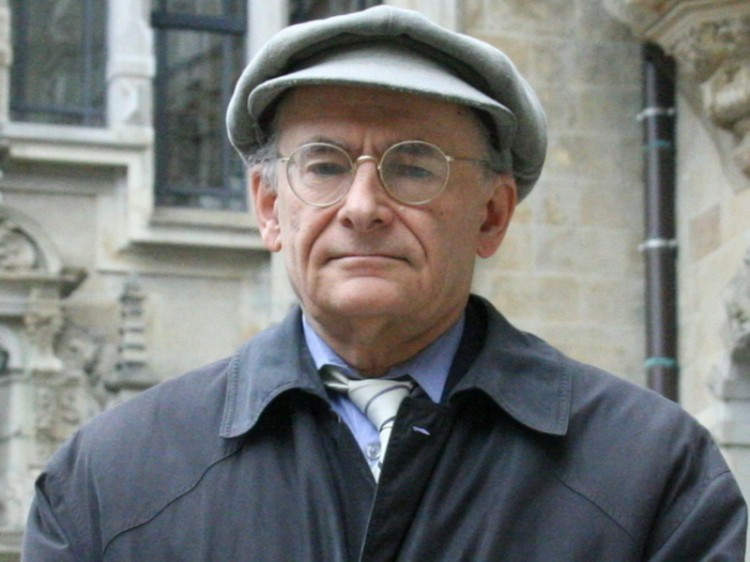
David Matas, asesor legal principal de B'nai Brith Canadá, abogado internacional de derechos humanos, coautor de Cosecha Sangrienta.

Ante la ausencia de evidencia que invalidaría las acusaciones de sustracción de órganos, como un registro del gobierno chino que muestra la fuente de los órganos de trasplante, Kilgour y Matas concluyeron que el gobierno chino y sus agencias "han asesinado a un gran pero desconocido número de prisioneros de conciencia de Falun Gong. Sus órganos vitales, incluidos los riñones, los hígados, las córneas y los corazones, fueron incautados involuntariamente para su venta a precios elevados, a veces a extranjeros, que normalmente enfrentan largas esperas para donaciones voluntarias de dichos órganos en sus países de origen". Estimaron que entre 2000 y 2005 , la fuente de 41.500 trasplantes de órganos era inexplicable, y que los presos de Falun Gong eran la fuente más plausible de estos órganos. Los autores calificaron su informe al señalar las dificultades inherentes a la verificación de los presuntos delitos: no se permite a las organizaciones independientes investigar las condiciones en China, la evidencia de testigos oculares es difícil de obtener y la información oficial sobre el trasplante de ambos órganos y las ejecuciones a menudo se retienen o son contradictorias.
En 2007, Kilgour y Matas presentaron un informe actualizado bajo el título "Cosecha sangrienta: informe revisado sobre las denuncias de sustracción de órganos de practicantes de Falun Gong en China". Los hallazgos fueron reescritos posteriormente como un libro publicado en octubre de 2009. Los informes recibieron cobertura de los medios internacionales, y los autores viajaron internacionalmente para presentar sus hallazgos a los gobiernos y otras organizaciones interesadas.

### Órganos estatales: Abuso de Trasplantes en China
En 2012, Los órganos del Estado: Abuso de Trasplantes en China, editado por Matas y el Dr. Torsten Trey, fue publicado con ensayos del Dr. Gabriel Danovitch, Profesor de Medicina, Arthur Caplan, Profesor de Bioética, Dr. Jacob Lavee, cirujano cardiotorácico, Dr. Ghazali Ahmad, Profesor Maria Fiatarone Singh, Dr. Torsten Trey, Ethan Gutmann y Matas.

### Ethan Gutmann

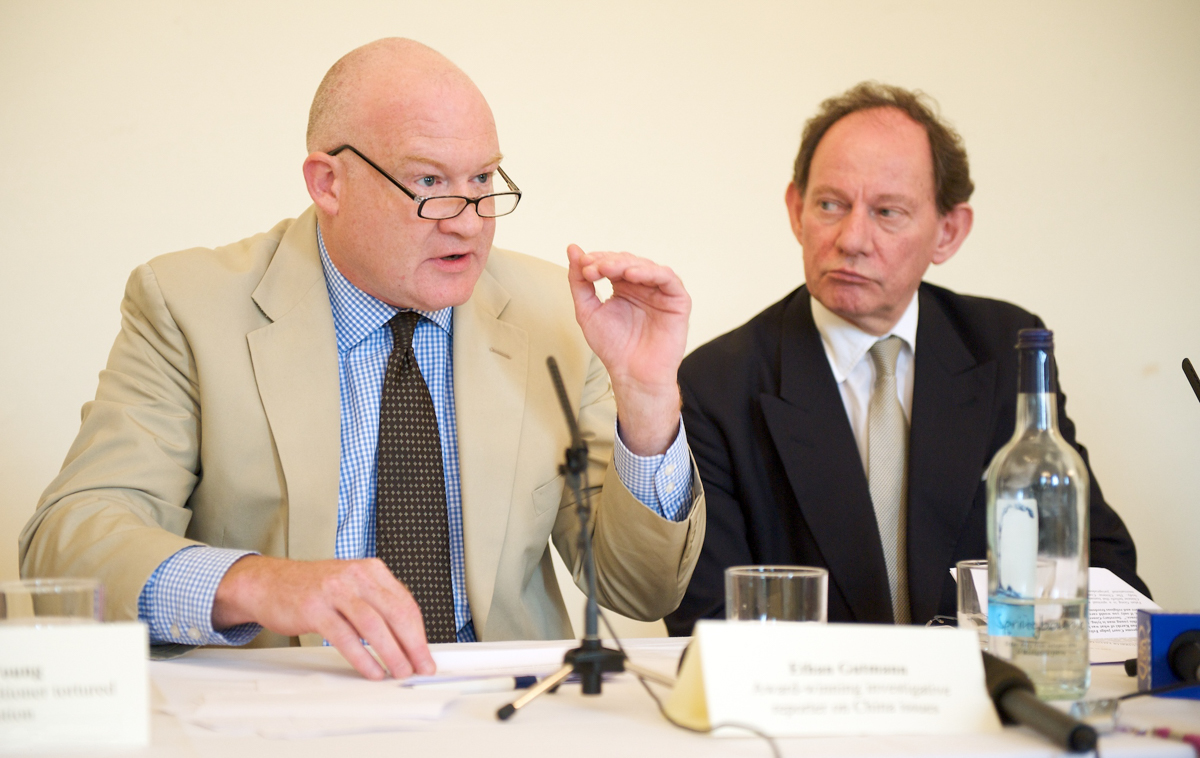
Ethan Gutmann con Edward McMillan-Scott en la conferencia de prensa de la Asociación de Prensa Extranjera, 2009

Ethan Gutmann, periodista de investigación y autor especializado en China, inició su propia investigación sobre las denuncias de sustracción de órganos por parte de practicantes de Falun Gong en 2006. Durante varios años, realizó entrevistas con más de 100 refugiados del campo de trabajos forzados y el sistema penitenciario de China, así como con personal policial chino y profesionales médicos. Basándose en su investigación, Gutmann concluyó que la sustracción de órganos de presos de conciencia se hizo frecuente en la provincia noroccidental de Xinjiang durante la década de 1990, cuando miembros del grupo étnico uigur fueron blanco de represiones de seguridad y "de campañas duras" Enver Tohti, un activista independentista pro-Uigur exiliado, afirma haber llevado a cabo el primer trasplante de órganos a un preso Uigur musulmán vivo en 1995. Dijo que la primera vez que llevó a cabo el procedimiento de trasplante, fue llevado a una habitación cerca de campo de ejecución en Urumqi para extraer el hígado y los riñones de un prisionero ejecutado. Afirmó que el corazón del hombre todavía latía mientras le quitaba el hígado y los riñones.
En 1999, Gutmann dice que la sustracción de órganos en Xinjiang comenzó a disminuir precipitadamente, al igual que aumentaron las tasas generales de trasplante de órganos en todo el país. El mismo año, el gobierno chino lanzó una represión nacional del grupo espiritual de Falun Gong. Gutmann sugiere que la nueva población de prisioneros de Falun Gong superó a los uigures como una importante fuente de órganos. Estimó que aproximadamente 65.000 practicantes de Falun Gong habían sido asesinados por sus órganos entre 2000 y 2008, y señala que esta cifra es similar a la producida por Kilgour y Matas cuando se ajustó para cubrir el mismo período de tiempo.
Estos hallazgos han sido publicados en una variedad de revistas y publicaciones periódicas, incluyendo e Revista de Asuntos Mundial, el Estándar Semanal, la Estrella de Toronto, y la Revisión Nacional, Gutmann también ha dado testimonio de sus hallazgos ante el Congreso de los Estados Unidos y el Parlamento Europeo, y en agosto de 2014 publicó su investigación como un libro titulado "La matanza: asesinatos en masa, extracción de órganos y la solución secreta de China a su problema disidente"

### Veredicto del Tribunal de China
El 17 de junio de 2019, el Tribunal de China, un Tribunal Popular independiente ubicado en Londres, emitió su veredicto sobre la sustracción de órganos en China, y el gobierno chino fue declarado culpable.

## Evidencia
Se han presentado varias pruebas diferentes para respaldar las acusaciones de que practicantes de Falun Gong han sido asesinados por sus órganos en China. Investigadores, defensores de los derechos humanos y grupos de defensa médica se han centrado en particular en el volumen de trasplantes de órganos realizados en China; la disparidad entre el número de trasplantes y las fuentes conocidas de órganos; el crecimiento significativo en la industria de trasplantes que coincide con el encarcelamiento masivo de practicantes de Falun Gong; tiempos de espera cortos que sugieren un cronograma de ejecución "a pedido"; e informa que los presos de Falun Gong reciben exámenes médicos bajo custodia para evaluar su candidatura como proveedores de órganos.

### Aumento de los trasplantes de órganos a nivel nacional después de 1999

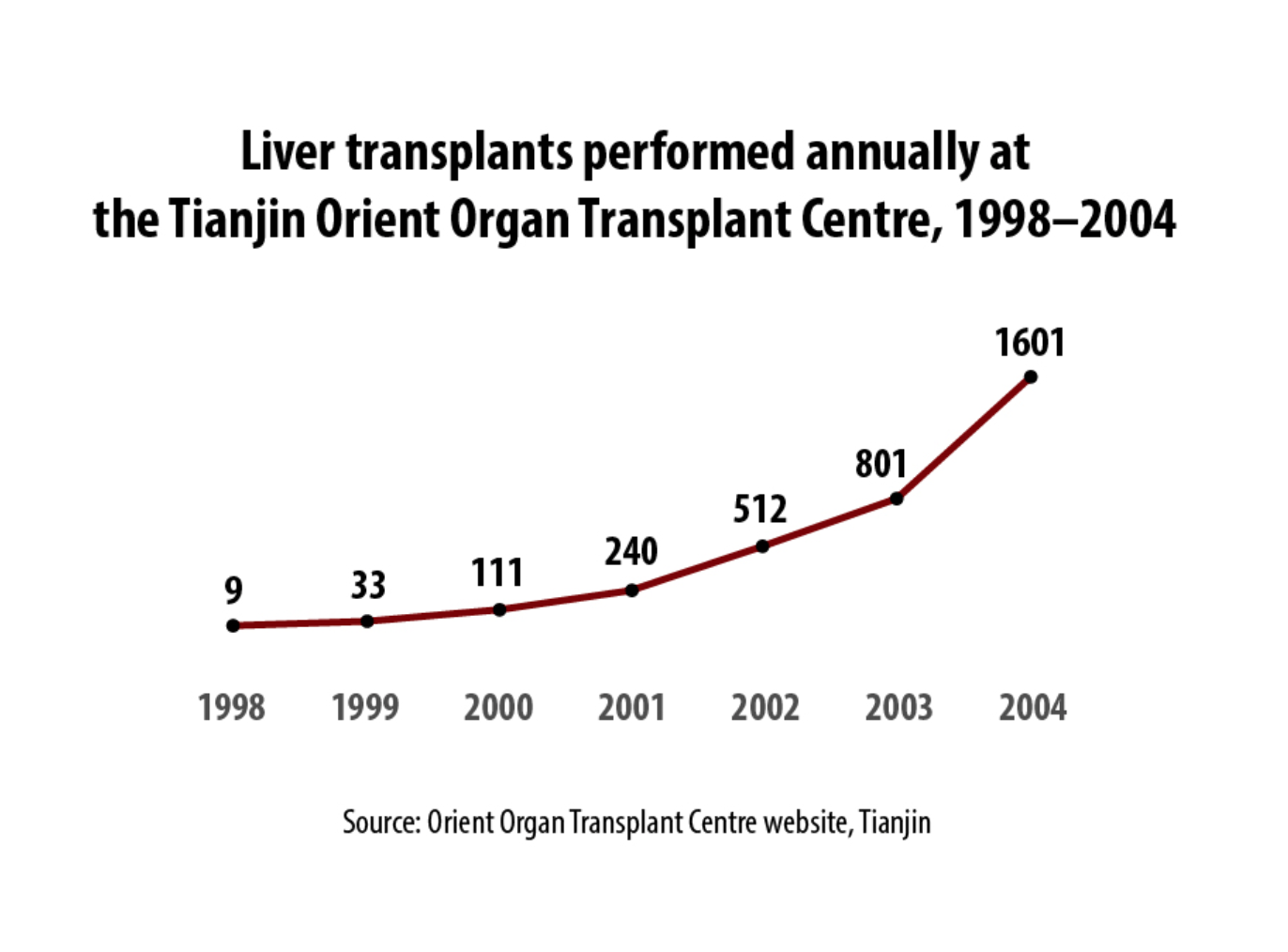
Los trasplantes de hígado se realizan anualmente en el Centro de trasplante de órganos orientales de Tianjin, 1998–2004

El número de trasplantes de órganos realizados en China creció rápidamente a partir del año 2000. Este plazo corresponde al inicio de la persecución a Falun Gong, cuando decenas de miles de practicantes de Falun Gong fueron enviados a campos de trabajo, centros de detención y cárceles chinos.
En 1998, el país reportó 3.596 trasplantes de riñón anualmente. Para 2005, ese número había aumentado a aproximadamente 10.000. El número de instalaciones que realizan trasplantes de riñón aumentó de 106 a 368 entre 2001 y 2005. Del mismo modo, de 1999 a 2006, el número de centros de trasplante de hígado en China aumentó de 22 a más de 500. El volumen de trasplantes realizados en estos centros también aumentó sustancialmente en este período. Un hospital informó en su sitio web que realizó 9 trasplantes de hígado en 1998, pero completó 647 trasplantes de hígado en cuatro meses en 2005. El Hospital Universitario Jiaotong de Shanghái registró siete trasplantes de hígado en 2001, 53 en 2002, 105 en 2003, 144 en 2004 y 147 en 2005.
Kilgour y Matas escriben que el aumento en los trasplantes de órganos no se puede atribuir por completo a las mejoras en la tecnología de trasplante: “la tecnología de trasplante de riñón se desarrolló completamente en China mucho antes de que comenzara la persecución a Falun Gong. Sin embargo, los trasplantes de riñón se dispararon, más del doble una vez que comenzó la persecución a Falun Gong. En ninguna parte los trasplantes aumentaron de manera tan significativa con el mismo número de donantes simplemente debido a un cambio en la tecnología."
Además, señalan que durante este período de rápida expansión en la industria de trasplante de órganos de China, no hubo mejoras significativas en el sistema voluntario de donación o asignación de órganos, y el suministro de presos condenados a muerte como donantes tampoco aumentó. Aunque no prueba las acusaciones, el paralelismo entre el rápido crecimiento de los trasplantes de órganos y el encarcelamiento masivo de los practicantes de Falun Gong es consistente con la hipótesis de que a los practicantes de Falun Gong detenidos se les extraían los órganos..

### Discrepancia en fuentes conocidas de órganos
Funcionarios chinos informaron en 2005 que hasta el 95% de los trasplantes de órganos provienen de prisioneros. Sin embargo, China no realiza suficientes ejecuciones legales para dar cuenta de la gran cantidad de trasplantes que se realizan, y las donaciones voluntarias son extremadamente raras (solo 130 personas registradas como donantes de órganos voluntarios en todo el país de 2003 a 2009).
En 2006, el número de personas condenadas a muerte y ejecutadas fue mucho menor que el número de trasplantes. Según informes disponibles al público, Amnistía Internacional documentó 1.770 ejecuciones en 2006; según estimaciones de alto nivel la cifra se acerca a 8.000. Debido a que China carece de un sistema organizado de emparejamiento y asignación de órganos, y con el fin de satisfacer las expectativas de tiempos de espera muy cortos, es raro que se extraigan múltiples órganos del mismo donante. Además, muchos reclusos condenados a muerte tienen problemas de salud como hepatitis B que con frecuencia los descalificarían como donantes de órganos. Esto sugiere la existencia de una fuente secundaria de órganos. El Relator Especial de las Naciones  Unidas sobre tortura Manfred Nowak, dice que "la explicación de que la mayoría de estos órganos provienen de los condenados a muerte no es concluyente. Si es así, el número de delincuentes ejecutados debe ser mucho mayor de lo que hasta ahora se suponía".
En una declaración ante la Cámara de Representantes de los Estados Unidos, Damon Noto dijo que "los prisioneros condenados a muerte no pueden dar cuenta de todos los trasplantes que se están llevando a cabo en China [...] Incluso si ejecutan 10.000 y trasplantan 10.000 al año, todavía habría una gran discrepancia. ¿Porqué es eso? Es simplemente imposible que esas 10.000 personas ejecutadas coincidan perfectamente con las 10.000 personas que necesitaban los órganos" David Kilgour y David Matas escriben de manera similar que las fuentes tradicionales de trasplantes como prisioneros ejecutados, donantes y muerte cerebral" no se acercan a explicar el número total de trasplantes en China ". Al igual que Noto, señalan el gran número de practicantes de Falun Gong en el campo de trabajos forzados y en el sistema penitenciario como una posible fuente alternativa de órganos.

### Tiempos de espera de trasplante de órganos
Los períodos de espera para los trasplantes de órganos en China son significativamente más cortos que en otras partes del mundo. Según una publicación de 2006 en el sitio web del Centro Internacional de Asistencia de Trasplantes de China, "puede llevar solo un mes recibir un trasplante de hígado, el tiempo máximo de espera es de dos meses. En cuanto al trasplante de riñón, puede llevar una semana encontrar donante adecuado, el tiempo máximo es de un mes. Si ocurre algo malo con el órgano del donante, el paciente tendrá la opción de que se le ofrezca otro donante de órganos y que se vuelva a operar en una semana" Otros centros de trasplante de órganos también anunciaron tiempos de espera promedio de una o dos semanas para trasplantes de hígado y riñón. Esto es consistente con los relatos de los receptores de trasplantes de órganos, que informan haber recibido órganos en cuestión de días o semanas. En comparación, los tiempos de espera promedio para un riñón en países desarrollados como los Estados Unidos, Canadá y Gran Bretaña generalmente varían de dos años a más de cuatro años, a pesar de que estos países tienen millones de donantes de órganos registrados y sistemas establecidos de correspondencia y asignación de órganos.
Investigadores y profesionales médicos han expresado su preocupación por las implicaciones de los cortos tiempos de espera de trasplante de órganos que ofrecen los hospitales chinos. Específicamente, dicen que estos tiempos de espera son indicativos de un grupo de donantes vivos cuyos órganos se pueden extraer a pedido. Esto se debe a que los órganos deben ser trasplantados inmediatamente después de la muerte, o deben ser tomados de un donante vivo (los riñones deben ser trasplantados dentro de las 24-48 horas; los hígados dentro de las 12 horas y los corazones dentro de las 8 horas).
Kirk C. Allison, Director Asociado del Programa de Derechos Humanos y Medicina de la Universidad de Minnesota, escribió que el "corto período de tiempo de un sistema a pedido [como en China] requiere un gran grupo de donantes pretipificados para grupo sanguineo y HLA coincidentes", lo cual es consistente con los informes de prisioneros de Falun Gong a quienes se les realizó análisis de sangre y tejidos bajo custodia. Escribió que los cortos tiempos de espera de órganos en China no podían garantizarse con base en una "muerte aleatoria", y que los médicos que consultó sobre el asunto indicaron que estaban seleccionando prisioneros vivos para garantizar la calidad y la compatibilidad. El Dr. Jacob Lavee, Director de la Unidad de Trasplante de Corazón en el Centro Médico Sheba en Israel, relata que uno de sus pacientes viajó a China para un trasplante de corazón. El paciente esperó un corazón durante dos semanas y la cirugía se programó con anticipación, lo que significa que el órgano no pudo haber sido obtenido en base a una muerte aleatoria. Franz Immer, presidente de la Fundación Nacional Suiza para la donación y el trasplante de órganos, informa que durante una visita a Beijing en 2007, sus anfitriones chinos lo invitaron a observar una operación de trasplante de corazón: “El organizador nos preguntó si quisiera tener la operación de trasplante en la mañana o en la tarde. Esto significa que el donante moriría, o sería asesinado, en un momento dado, a conveniencia de los visitantes. Me negué a participar."
Los editores de la Revista de Investigación Clínica escriben que "La única forma de garantizar el trasplante de un hígado o corazón durante el período de tiempo relativamente corto que un turista de trasplante está en China es obtener rápidamente la información médica necesaria de los posibles receptores, encontrar coincidencias entre ellos , y luego ejecutar a una persona que sea adecuada." Noto dice de manera similar que los tiempos de espera de trasplantes de órganos en China y la capacidad de programar los trasplantes por adelantado solo se puede lograr al tener una gran cantidad de" donantes vivos disponibles en demanda ”. Los condenados a muerte no son lo suficientemente numerosos como para satisfacer esta demanda.

### Vulnerabilidad de los practicantes de Falun Gong

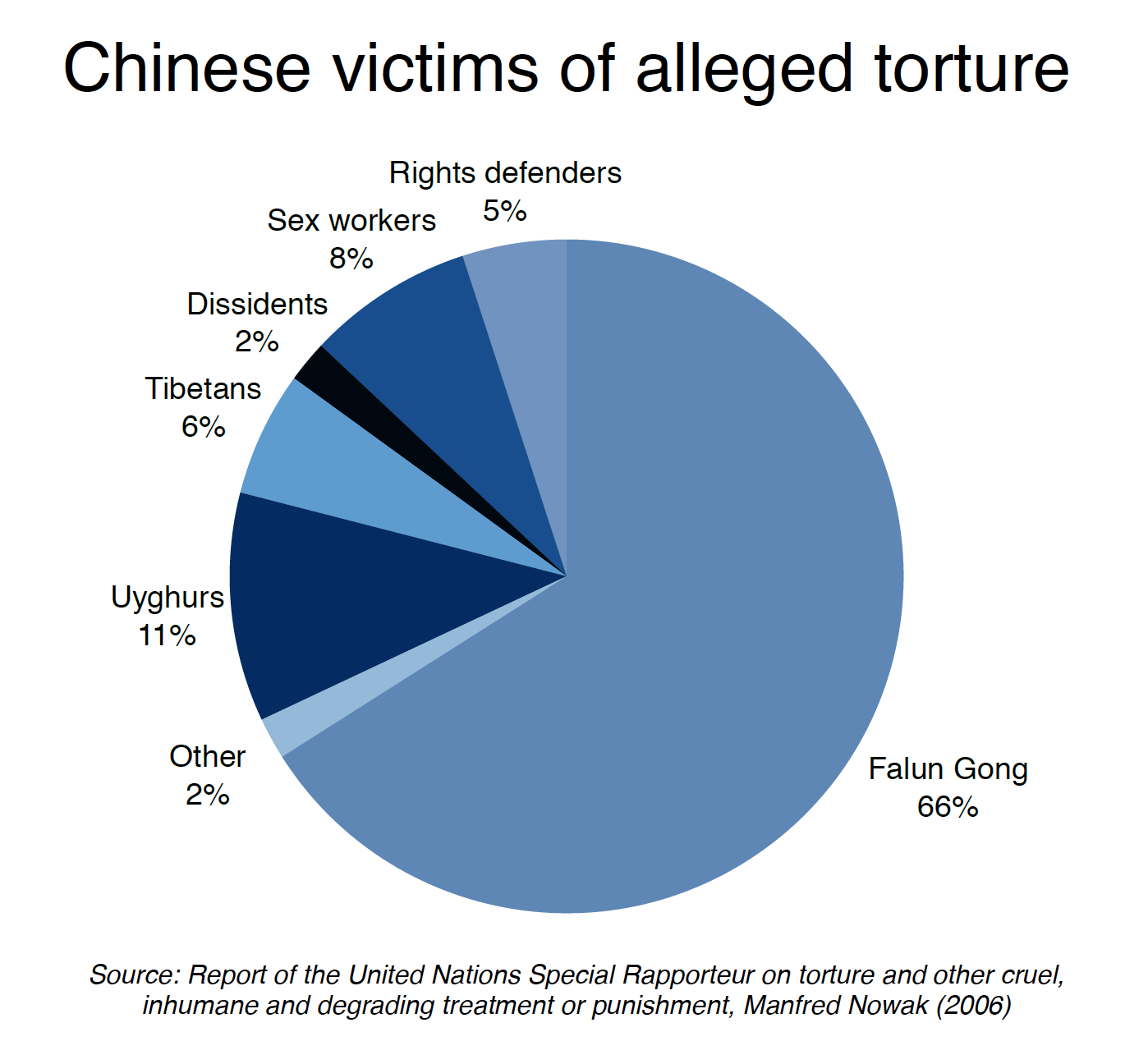
Víctimas de tortura chinas como se informó en la investigación de 2006 del relator especial de la ONU, Manfred Nowak

Desde 1999, cientos de miles de practicantes de Falun Gong han sido detenidos en reeducación a través de campos de trabajo, cárceles y otros centros de detención en China, lo que los convierte en el de mayor grupo de presos de conciencia del país. En 2008, el Departamento de Estado de los EE. UU. Citó estimaciones de que la mitad de la población oficial de campos de trabajo forzado de China 250.000 eran practicantes de Falun Gong, y un informe de 2013 de Amnistía Internacional encontró que los practicantes de Falun Gong comprendían entre 30 y el 100 por ciento de los detenidos en los campos de trabajo estudiados.
Los ex prisioneros chinos también informaron que los practicantes de Falun Gong recibieron constantemente "las penas más largas y el peor trato" en los campos, y que son objeto de tortura y abuso. En 2006, un estudio realizado por el Relator Especial de las  Naciones Unidas sobre la tortura señaló que el 66% de los casos denunciados en China involucraron a víctimas de Falun Gong. Miles de practicantes de Falun Gong murieron o fueron asesinados bajo custodia, a menudo bajo circunstancias controvertidas. Miembros de la familia del difunto han informado que se les negó una autopsia; en algunos casos, los cuerpos fueron cremados sumariamente sin el consentimiento de la familia. Los analistas y grupos de derechos han señalado varios factores que impulsan el tratamiento especialmente severo contra los practicantes de Falun Gong bajo custodia. Estas incluyen directivas emitidas por el gobierno central o las autoridades del Partido Comunista; incentivos y sistemas de cuotas que fomentan el abuso; una sensación de impunidad en caso de muertes bajo custodia; y los efectos de la propaganda estatal que deshumaniza y vilipendia a los practicantes de Falun Gong.
La gran cantidad de prisioneros de Falun Gong detenidos ha llevado a los investigadores a identificarlos como una posible fuente de órganos. Según la investigación de Gutmann, otros grupos de prisioneros marginados también pueden haber sido atacados, incluidos tibetanos y uigures que residen predominantemente en las regiones occidentales de China. Sin embargo, por razones de proximidad geográfica, los practicantes de Falun Gong tienen más probabilidades de ser atacados. Además, debido a que su práctica espiritual prohíbe fumar o consumir alcohol, tienden a ser relativamente saludables.
En el contexto de la sustracción de órganos, Kilgour y Matas apuntan a otra fuente de vulnerabilidad. Es decir, para proteger a los miembros de la familia del castigo de las agencias de seguridad, muchos practicantes detenidos de Falun Gong se niegan a dar sus nombres u otra información de identificación personal a la policía. “Aunque esta negativa a identificarse se hizo con fines de protección, puede haber tenido el efecto contrario. Es más fácil victimizar a una persona cuyo paradero es desconocido para los miembros de la familia que una persona cuya ubicación conoce la familia”, dice su informe. Kilgour y Matas escribieron que aún no habían conocido ni escuchado de ningún practicante de Falun Gong que fue liberado de forma segura después de negarse a identificarse, a pesar de la prevalencia de esta práctica. Del mismo modo, Ethan Gutmann informa que en más de cien entrevistas con ex prisioneros, se encontró con un solo practicante de Falun Gong que permaneció sin nombre mientras estaba bajo custodia, y "sus órganos estaban aún más deteriorados que los míos."

### Pruebas médicas bajo custodia
Ethan Gutmann entrevistó a docenas de ex prisioneros chinos, incluidos dieciséis practicantes de Falun Gong que recordaron haberse sometido a pruebas médicas inusuales mientras estaban detenidos. Gutmann dice que algunas de estas pruebas probablemente fueron exámenes de rutina, y algunas pueden haber sido diseñadas para detectar el virus del SARS. Sin embargo, en varios casos, las pruebas médicas descritas estaban destinadas exclusivamente a evaluar la salud de los órganos internos.
Un hombre, Wang Xiaohua, fue encarcelado en un campo de trabajos forzados en Yunnan en 2001 cuando él y otros veinte detenidos de Falun Gong fueron llevados a un hospital. Se les extrajeron grandes cantidades de sangre, además de muestras de orina, radiografías abdominales y electrocardiograma. El personal del hospital no atendió las lesiones físicas que habían sufrido bajo custodia. Este patrón se repitió en varias otras entrevistas. Qu Yangyao, un refugiado chino de 30 y tantos años, fue llevado de un campo de trabajos forzados a un hospital en 2000 junto con otros dos practicantes de Falun Gong. Ella dice que el personal del hospital extrajo grandes volúmenes de sangre, realizó radiografías de tórax y sondeó los órganos de los prisioneros. "No hubo martillo en la rodilla, no se detectaron ganglios linfáticos, no se examinaron las orejas, la boca o los genitales; el médico revisó sus órganos al detalle y nada más", escribe Gutmann.
Otra mujer, Jung Tian, relata exámenes físicos exhaustivos y la extracción de grandes volúmenes de sangre, suficiente para diagnósticos avanzados o coincidencia de tejidos, mientras se encontraba en un centro de detención en la ciudad de Shenyang. En un campo de trabajo para mujeres en la provincia de Guangdong, una ex detenida dice que 180 prisioneros de Falun Gong fueron sometidos a pruebas médicas a principios de 2003 y que las pruebas se centraron exclusivamente en los órganos internos. Otra testigo que estuvo detenida en el campo de trabajos forzados de Masanjia en 2005 dijo que solo los practicantes jóvenes y sanos tenían exámenes médicos completos al llegar al campo; los ancianos y los enfermos solo recibían tratamiento superficial.
Además de los practicantes de Falun Gong, el investigador Jaya Gibson identificó a tres prisioneros tibetanos que fueron sometidos a exámenes médicos "solo de órganos", todos ellos poco después de 2005.

### Evidencia de llamada telefónica
En marzo de 2006, inmediatamente después de que surgieran denuncias de que los prisioneros de Falun Gong estaban siendo atacados por la sustracción de órganos, los investigadores extranjeros comenzaron a hacer llamadas telefónicas a hospitales chinos y centros de detención policiales. Las personas que llamaron se hicieron pasar por posibles receptores de trasplantes o intermediarios de órganos y preguntaron por la disponibilidad de órganos de Falun Gong. En varios casos, obtuvieron confesiones registradas de que se podían obtener órganos de prisioneros de Falun Gong. Una selección de estas conversaciones fueron citadas como evidencia en el informe de David Kilgour y David Matas.
En una de esas llamadas a un centro de detención policial en la ciudad de Mishan, un funcionario dijo que tenían de cinco a ocho practicantes de Falun Gong menores de 40 años que eran proveedores potenciales de órganos. Cuando se les preguntó por los antecedentes de estas personas, el funcionario indicó que eran prisioneros de Falun Gong de zonas rurales.
En una de esas llamadas a un centro de detención policial en la ciudad de Nanning dijo que el hospital no tenía actualmente órganos de Falun Gong disponibles, pero que previamente había seleccionado prisioneros de Falun Gong para la extracción de órganos. El médico también aconsejó a la persona que llamaba que contactara a un hospital universitario en la vecina provincia de Guangdong, diciendo que tenían mejores canales para obtener órganos de Falun Gong. En el hospital Zhongshan de Shanghái, un médico dijo a los investigadores que todos los órganos de su hospital provenían de practicantes de Falun Gong. Durante una llamada telefónica de abril de 2006 a un hospital militar en Guangzhou, un médico dijo a los investigadores que tenía "varios lotes" de órganos de Falun Gong, pero que el suministro podría agotarse después del 20 de mayo de 2006. En otra llamada, los investigadores se hicieron pasar por un intermediario de órgano para llamar a la corte popular de la ciudad de Jinzhou. En respuesta a una pregunta sobre la obtención de órganos de prisioneros de Falun Gong, un funcionario de la corte dijo que "eso depende de sus calificaciones. Si tiene buenas calificaciones, aún podemos proporcionar algunos [órganos]."
Kilgour y Matas reconocen que, al menos en algunos casos, el personal del hospital puede haber estado proporcionando respuestas que las personas que llamaron querían escuchar para realizar una venta. Los resultados de estas llamadas telefónicas también serían difíciles de replicar; a medida que las denuncias de extracción de órganos de Falun Gong llamaran la atención, los hospitales se volverían más reacios a discutir con franqueza sus prácticas de obtención de órganos.
Esta táctica de investigación se reanudó en 2012, cuando los funcionarios del Partido Comunista comenzaron a investigar al miembro del Politburó Bo Xilai por una variedad de crímenes. Bo había sido gobernador de la provincia de Liaoning, que los investigadores creen que era un centro importante para la sustracción de órganos. La "Organización Mundial para Investigar la Persecución de Falun Gong" hizo llamadas telefónicas a funcionarios de nivel medio y alto con conexiones previas con Bo, haciéndose pasar por miembros del grupo interno de disciplina e inspección del Partido Comunista que estaba construyendo el caso en su contra. Hicieron preguntas sobre la cadena de mando involucrada en la obtención de órganos de los prisioneros, incluidos los presos de Falun Gong. Cuando se le preguntó sobre la participación de Bo Xilai en la sustracción de órganos, un miembro de alto rango del Politburó dijo a los investigadores que el miembro del Comité Permanente del Politburó y el zar de seguridad Zhou Yongkang "está a cargo específicamente de esto. Él lo sabe "
Los investigadores preguntaron a un funcionario de nivel municipal en la provincia de Liaoning qué dirección podría haber dado Bo Xilai con respecto a la extracción de órganos de los prisioneros de Falun Gong. El funcionario respondió: "Me pidieron que me encargara de esta tarea. La Central del Partido se está ocupando de esto... Él [Bo] estuvo involucrado seguramente, sí, parecía bastante seguro. En ese momento, hablamos principalmente de ello durante las reuniones dentro del Comité Permanente”. El funcionario colgó después de darse cuenta de que no había confirmado la identidad de la persona que llamó. Otro destinatario de la llamada telefónica era un médico en un hospital militar en Liaoning. Cuando se le preguntó si los órganos de los practicantes de Falun Gong se utilizaron alguna vez en operaciones de trasplante en un hospital cercano, el funcionario respondió afirmativamente: "Todo eso fue procesado por el tribunal". El médico pronto se sintió incómodo con la línea de interrogatorio y se negó a hacerlo. Discutir el tema más a fondo sin autorización de la división política del hospital.

### Incentivos comerciales
Investigadores de derechos humanos y médicos han argumentado que la naturaleza comercial del mercado de órganos en China promueve la corrupción y el abuso. Es decir, las ganancias que se obtendrán de la venta de órganos pueden conducir a más asesinatos, tanto sancionados por la corte como extrajudiciales, que de otro modo ocurriría. Aunque este argumento no es específico de los practicantes de Falun Gong, se ha utilizado como evidencia circunstancial para respaldar las afirmaciones de que los presos de Falun Gong podrían ser objeto de sustracción de órganos.
El crecimiento del comercio de órganos está vinculado a las reformas económicas a finales de la década de 1980 y principios de la década de 1990, que vieron una fuerte disminución en la financiación del gobierno al sistema de salud. La atención médica se movió hacia un modelo más orientado al mercado, y los hospitales idearon nuevas formas de aumentar sus ingresos. Este patrón también se aplica a los hospitales militares; Desde mediados de la década de 1980, el Ejército Popular de Liberación se ha involucrado en empresas comerciales y lucrativas para complementar su presupuesto.
En su informe sobre la sustracción de órganos de practicantes de Falun Gong, Kilgour y Matas describen hospitales de trasplantes en China que atienden a extranjeros adinerados que pagaron más de 100.000 $ por trasplantes de hígado, pulmón y corazón. Por ejemplo, el sitio web del Centro de Asistencia de la Red Internacional de Trasplantes de China publicó la siguiente lista de precios en su sitio web en 2006: Riñón: 62.000 $; Hígado: 98.000–130.000 $; Hígado + riñón:  160.000–180.000 $; Riñón + páncreas: 150.000 $; Pulmón: 150.000–170.000 $; Corazón: 130.000–160.000 $; Córnea: 30.000 $. En una declaración ante la Cámara de Representantes de EE. UU., Gabriel Danovitch, del Centro Médico de la UCLA, dijo: "La facilidad con que se pueden obtener estos órganos y la forma en que se pueden asignar a los extranjeros ricos ha engendrado una cultura de corrupción."

### Caso de estudio: provincia de Liaoning
En su libro sobre abuso de trasplantes de órganos, Ethan Gutmann incluyó un estudio de caso centrado en la provincia de Liaoning en el noreste de China. El exmiembro del Politburó, Bo Xilai, se desempeñó como alcalde y jefe del partido de la ciudad de Dalian, Liaoning, en la década de 1990, y más tarde se convirtió en gobernador de 2001 a 2004. Se sabe que la provincia tiene una alta concentración de practicantes de Falun Gong, y lidera el país en informes de muertes de detenidos de Falun Gong. Varios observadores han señalado que Bo Xilai llevó a cabo una campaña especialmente intensa contra Falun Gong en la provincia, lo que generó cargos de tortura y crímenes contra la humanidad.
El asociado cercano de Bo, Wang Lijun, fue nombrado jefe de la Oficina de Seguridad Pública en Jinzhou, Liaoning, en 2003. Dirigió una instalación de trasplante de órganos donde, según los informes, supervisó "varios miles" de trasplantes de órganos, lo que generó preocupaciones de que muchos de los órganos fueron tomados de presos políticos. Durante una ceremonia de premios de 2006, Wang dijo a los periodistas: "Para un policía veterano, ver a alguien ejecutado y en cuestión de minutos ver la transformación en la que la vida de esta persona se extendió en los cuerpos de varias otras personas fue conmovedor"
Gutmann dice que es "extremadamente improbable" que todos los órganos utilizados en estas operaciones fueran tomados de prisioneros ejecutados en el corredor de la muerte, que no habrían sido lo suficientemente abundantes como para suministrar miles de trasplantes de órganos. Sin embargo, Gutmann señala que Liaoning detuvo a un gran número de practicantes de Falun Gong en campos de trabajo y cárceles. "También es pertinente que tanto Bo Xilai como Wang Lijun construyeron una gran parte de su poder político sobre la represión de Falun Gong", escribió.
El Dr. Huige Li, portavoz del grupo de defensa médica Médicos Contra la Sustracción Forzada de Órganos, reiteró este punto en su testimonio de 2015 ante el Parlamento Europeo. Según los cálculos de Li, se podría esperar que una ciudad del tamaño de Jinzhou realice aproximadamente 14 ejecuciones legalmente autorizadas en el período de tiempo en cuestión, lo que significa que no se contabilizó la fuente de miles de operaciones de trasplante en el centro. Además de los trasplantes de órganos en Jinzhou, Gutmann señala que las agencias de seguridad en la ciudad de Dalian estaban suministrando cadáveres humanos a dos importantes fábricas de plastination, donde los cuerpos se llenan de plásticos para ser exhibidos en todo el mundo como exhibiciones de cuerpos. Según un informante entrevistado en el programa 20/20, los cadáveres plastinados provenían de prisioneros ejecutados. Sin embargo, una vez más, Gutmann observa una disparidad en los números: las fábricas de plastinación de cuerpos que operan en Dalian procesaron miles de cadáveres, mucho más de lo que cabría esperar que fueran donados o tomados de prisioneros legalmente ejecutados. El establecimiento de las fábricas de plastinación corporal coincidió con el inicio de la persecución a Falun Gong.

## Contra argumentos
Xu Jiapeng, gerente de cuentas en IQVIA (anteriormente Quintiles IMS) de Beijing, afirma que las demandas de medicamentos inmunosupresores, que son necesarios para los pacientes que reciben un trasplante lo tomen de por vida para evitar que sus cuerpos rechacen los órganos trasplantados, están más o menos en línea con el estadísticas oficiales, lo que hace "impensable" que China lleve a cabo muchas más operaciones clandestinas como se alega.

## Respuesta del gobierno chino
El gobierno chino ha negado reiterada y categóricamente que los practicantes de Falun Gong hayan sido asesinados por sus órganos, e insiste en que se adhiera a los estándares de la Organización Mundial de la Salud. Específicamente, el gobierno afirma que una de las principales fuentes de las cifras de trasplante, el profesor Shi Bingyi, luego alegó que los informes de investigación dirigidos por Canadá que lo citaban fueron fabricados. Sin embargo, el gobierno no ha refutado los puntos específicos de evidencia citados por los investigadores, ni ha proporcionado una explicación alternativa para la fuente de los órganos utilizados en los trasplantes.
En respuesta a una resolución de 2014 sobre la sustracción de órganos por parte de la Cámara de Representantes de EE. UU., Un portavoz de la embajada china dijo que China requiere el consentimiento por escrito de los donantes de órganos y declaró que "la supuesta sustracción de órganos de los presos condenados a muerte es totalmente una mentira inventada por Falun Gong ". El representante de la embajada instó a los legisladores estadounidenses a que dejen de "apoyar y confabularse" con Falun Gong.
David Kilgour y David Matas dicen que la respuesta del gobierno chino a su investigación en 2006 contenía "una gran cantidad de información invectiva, pero no objetiva que contradiga o socave nuestras conclusiones o análisis". En particular, la respuesta del gobierno chino se centró en la acusación de que Falun Gong es un "culto malvado"; cuestionó los motivos y la independencia de los investigadores; y notó un error de subtítulos donde su informe había etiquetado erróneamente la ubicación de dos ciudades chinas. La respuesta del gobierno también declaró que China prohíbe la venta de órganos humanos y requiere el consentimiento por escrito del donante, afirmaciones que Kilgour y Matas dicen que la evidencia desmiente.
De 2006 a 2008, dos relatores especiales de la ONU hicieron repetidas solicitudes al gobierno chino para responder a las denuncias sobre los presos de Falun Gong y explicar la fuente de los órganos utilizados en las operaciones de trasplante. Las respuestas del gobierno chino no abordaron estas preguntas ni explicaron las fuentes de los órganos de trasplante. En cambio, escribió que China cumple con los estándares de la Organización Mundial de la Salud y describió las condiciones bajo las cuales los trasplantes de órganos están permitidos por las leyes y regulaciones chinas. Además afirmó que las acusaciones de sustracción de órganos "son simplemente producto de la agitación de Falun Gong ... la de Mayoría de ellos ya han sido revelados como rumores infundados".
El gobierno chino también ha tratado de evitar la discusión pública sobre el tema fuera de sus propias fronteras, y ha castigado a los ciudadanos chinos que han hablado sobre el tema de la sustracción de órganos. En mayo de 2006, el vicepresidente del Parlamento Europeo, Edward McMillan-Scott fue a China en una misión de investigación para investigar las violaciones de los derechos humanos. Su guía turístico, Cao Dong, dijo que sabía de la sustracción de órganos y había visto el cadáver de su amigo practicante de Falun Gong "en la morgue con agujeros donde las partes del cuerpo habían sido removidas". Cao Dong fue sentenciado a cinco años de prisión por hablar con el funcionario de la Unión Europea.
En 2007, la embajada china en Canadá intervino para cancelar la transmisión de un documental sobre Falun Gong y la sustracción de órganos, que estaba programado para emitirse en la cadena nacional de televisión CBC Televisión. El mismo año, la embajada china en Israel intentó sin éxito cancelar una charla del investigador David Matas sobre el tema de la sustracción de órganos, amenazando con que su testimonio tendría un impacto adverso en las relaciones entre China e Israel.

## Respuesta internacional

### Asociaciones médicas
Las denuncias sobre la sustracción de órganos de Falun Gong llevaron a un enfoque renovado en las prácticas de trasplante de China por parte de las autoridades médicas internacionales y las asociaciones profesionales. Los profesionales médicos han planteado una serie de preocupaciones derivadas del uso de órganos de prisioneros y han debatido la ética de realizar intercambios con hospitales de trasplantes chinos.
En 2006, la Asociación Médica Mundial adoptó una resolución que exige que China deje de usar prisioneros como donantes de órganos. La Fundación Nacional del Riñón de EE. UU. Dijo que estaba "profundamente preocupada por los métodos coercitivos utilizados para obtener órganos y tejidos como se describe en las acusaciones recientes"
Desde 2011, varias revistas médicas han declarado que dejarían de publicar artículos relacionados con las operaciones de trasplante de órganos en China debido a preocupaciones por violaciones de la ética médica. La Revista de Investigación Clínica, una prestigiosa publicación sobre investigación biomédica, declaró que el uso de órganos de prisioneros ejecutados por China "viola los derechos humanos básicos. Viola los preceptos éticos fundamentales de la medicina de trasplantes y la ética médica. Peor aún, algunos de los que son asesinados pueden ser prisioneros cuyos 'crímenes' no implican más que tener ciertas creencias políticas o espirituales ". La revista decidió que ya no aceptaría manuscritos sobre trasplante de órganos humanos "a menos que se proporcione y confirme el consentimiento no forzado apropiado del donante". Una decisión similar fue tomada por la Revista Americana de Trasplante.
Escribiendo en The Lancet en 2011, un grupo de prominentes cirujanos y bioéticos estadounidenses pidieron un boicot a la ciencia y la medicina chinas relacionadas con el trasplante de órganos. "De acuerdo con los números proporcionados por China, está claro que no todos los órganos para ciudadanos chinos y turistas de trasplantes son proporcionados por donantes voluntarios. La fuente de muchos de estos órganos son presos ejecutados cuyo consentimiento es inexistente o éticamente inválido y cuya desaparición podría ser programada para la conveniencia del destinatario que espera", escribieron. El autor principal del artículo, el Dr. Arthur Caplan, agregó más tarde "Matar prisioneros por sus partes no es ético por sí solo", pero la práctica es aún más atroz dado que algunos de los prisioneros ejecutados fueron encarcelados por creencias religiosas o políticas.
En contraste, Jeremy Chapman, cirujano de trasplantes australiano, rechazó el informe de Kilgour y Matas como "pura imaginación acumulada sobre el interés político".

### Relatores especiales de las Naciones Unidas
De 2006 a 2008, dos relatores especiales de la ONU hicieron repetidas solicitudes al gobierno chino para responder a las denuncias sobre los presos de Falun Gong y explicar la fuente de los órganos utilizados en las operaciones de trasplante. En un informe de febrero de 2008, el relator especial de la ONU sobre la tortura, Manfred Nowak, señaló que en China "hay muchos más trasplantes de órganos que fuentes identificables de órganos ... Se alega que la discrepancia entre los órganos disponibles y los números de fuentes identificables es explicado por órganos extraídos de practicantes de Falun Gong, y que el aumento de los trasplantes a partir de 2000 coincide y se correlaciona con el comienzo de la persecución de estas personas ". Las respuestas del gobierno chino no abordaron estas preguntas ni explicaron las fuentes de los órganos de trasplante.
Nowak dijo más tarde que "el gobierno chino aún no se ha vuelto limpio y transparente ... El gobierno chino no ha invalidado [las acusaciones], pero por otro lado tampoco han sido probadas. Esto crea un dilema difícil: uno que solo puede resolverse si China está dispuesta a cooperar. Y eso es lo que falta."

### Respuestas de otros gobiernos
Varios gobiernos nacionales han celebrado audiencias en sus legislaturas nacionales sobre la sustracción de órganos de practicantes de Falun Gong, y algunos de ellos adoptaron resoluciones que condenaban los abusos de trasplante de órganos en China o desarrollaban legislación para prohibir el turismo de trasplantes.

#### Estados Unidos

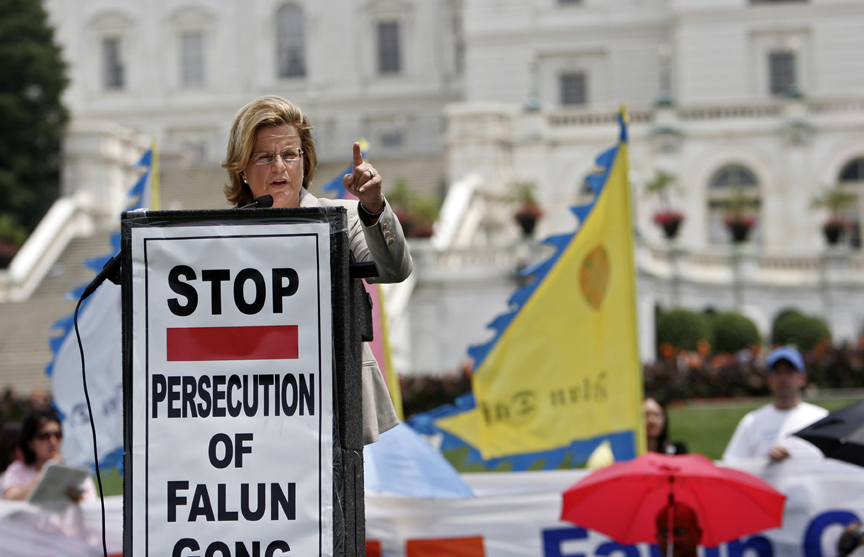
La representante Ileana Ros-Lehtinen, que copatrocinó una resolución del Congreso que condena la sustracción de órganos de los seguidores de Falun Gong, habla en un mitin en Washington D. C.

En julio de 2014, el Subcomité de Asuntos Exteriores de la Cámara de Representantes de EE.UU. adoptó por unanimidad una resolución que condena la sustracción de órganos sancionada por el estado de presos de conciencia de Falun Gong y miembros de otros grupos minoritarios. Las acusaciones también han surgido en informes de la Comisión Ejecutiva del Congreso sobre China, y en el Informe del Departamento de Estado de País sobre Derechos Humanos para China correspondiente a 2011. En enero de 2015, la Casa Blanca respondió a una petición firmada por 34.000 estadounidenses que condenaba la sustracción de órganos de prisioneros de Falun Gong. La respuesta señaló que "los líderes de China han anunciado una promesa de abolir la práctica de tomar órganos humanos para trasplante de prisioneros ejecutados, aunque estamos al tanto de los continuos informes de tales prácticas. Nos tomamos muy en serio esas acusaciones y continuaremos monitoreando la situación.”

#### Unión Europea
El Parlamento Europeo escuchó testimonios sobre la sustracción de órganos en China durante una sesión del 6 de diciembre de 2012 sobre derechos humanos en China. Un año después, aprobó una resolución que expresaba "una profunda preocupación por los informes persistentes y creíbles de extracción sistemática de órganos sancionados por el estado de presos de conciencia sin consentimiento en la República Popular de China, incluso de un gran número de practicantes de Falun Gong encarcelados por sus creencias religiosas, así como de miembros de otros grupos minoritarios religiosos y étnicos”. La resolución pidió la liberación inmediata de todos los presos de conciencia e instó a las autoridades chinas a responder a las preguntas de las Naciones Unidas sobre la fuente de los órganos utilizados en los trasplantes. En marzo de 2014, el Comité Económico y Social europeo en Bruselas convocó un evento de seguimiento sobre los abusos de trasplantes de órganos en China. Los participantes y oradores en la sesión respaldaron las recomendaciones de la resolución parlamentaria, que reconoció que Falun Gong y otros grupos minoritarios son blanco de la sustracción forzada de órganos en China. El presidente del CESE Henri Malosse pidió que se ejerza una mayor presión sobre el gobierno chino para poner fin a los abusos contra los trasplantes de órganos.

#### Italia
En marzo de 2014, los miembros de la comisión italiana de derechos humanos adoptaron por unanimidad una resolución que pedía la liberación inmediata de los practicantes de Falun Gong y otros presos de conciencia en China, e instaron a los hospitales italianos a reconsiderar las colaboraciones con China en el área de los trasplantes de órganos. En 2015, el Senado italiano aprobó un proyecto de ley que tipifica como delito el tráfico de órganos de donantes vivos. Las personas declaradas culpables de este delito podrían enfrentar entre 3 y 12 años de prisión y multas de hasta 300.000 euros (350.000 $ USD). El senador Maurizio Romani, uno de los patrocinadores del proyecto de ley, señaló que China realiza el segundo mayor número de trasplantes en el mundo, todo sin procedimientos establecidos para la donación de órganos o un sistema nacional de asignación de órganos, y dijo que los practicantes de Falun Gong representan un porción significativa de órganos de trasplante. "En Italia no podemos detener estas violaciones, pero tenemos el deber de hacer cualquier esfuerzo para no ser cómplices de esto", dijo.

#### Australia
En diciembre de 2006, el Ministerio de Salud de Australia reveló que dos de los principales hospitales de trasplante de órganos del país habían prohibido la capacitación de cirujanos chinos, en respuesta a las preocupaciones sobre la extracción de órganos de practicantes de Falun Gong y otros prisioneros. El 21 de marzo de 2013, el Senado de Australia aprobó por unanimidad una moción sobre informes de extracción de órganos en China. La moción, que fue presentada un día después de una sesión informativa parlamentaria sobre el tema de la sustracción de órganos de los presos de Falun Gong, pidió a Australia que adopte normas estrictas para abordar la práctica del tráfico internacional de órganos. El mismo año, los legisladores del Partido Verde en Nueva Gales del Sur, Australia, propusieron legislación para penalizar y crear delitos específicos relacionados con el tráfico de órganos y tejidos humanos.

#### Israel
En 2007, el cuerpo legislativo nacional de Israel, la Knesset adoptó una nueva legislación que prohíbe que las compañías de seguros brinden cobertura a los ciudadanos israelíes que viajan al extranjero para comprar órganos. La medida fue en parte una respuesta a una investigación en la que las autoridades israelíes arrestaron a varios hombres involucrados en la mediación de trasplantes de órganos de prisioneros chinos para israelíes. Uno de los hombres había declarado en una entrevista encubierta que los órganos provenían de "personas que se oponen al régimen, condenados a muerte y de prisioneros de Falun Gong." Además de prohibir a los ciudadanos comprar órganos en el extranjero, la ley También impuso cargos penales a los traficantes de órganos. Las nuevas reglas dieron como resultado una disminución significativa en el número de ciudadanos israelíes que buscan trasplantes en el extranjero, al tiempo que ayudaron a catalizar una expansión del registro voluntario de donantes a nivel nacional.

#### España
En 2010, España implementó una ley que prohíbe a sus ciudadanos viajar al extranjero para obtener trasplantes de órganos ilegales. La legislación fue propuesta después de que un ciudadano español viajara a Tianjin, China, donde obtuvo un hígado por 130.000 $ USD después de esperar solo 20 días. La legislación española tipifica como delito promover o facilitar un trasplante ilegal de órganos, punible con hasta 12 años de prisión. Además, cualquier organización que haya participado en transacciones ilegales de trasplante de órganos estará sujeta a una multa.

#### Taiwán
En junio de 2015, la legislatura nacional de Taiwán aprobó una enmienda a la "Ley de trasplante de órganos humanos" para prohibir la venta o compra de órganos, incluso del extranjero. La ley también prohíbe el uso de órganos de prisioneros ejecutados. Los legisladores que apoyaron el proyecto de ley señalaron que las enmiendas estaban destinadas a abordar el problema de los ciudadanos taiwaneses que viajan a China para comprar órganos, algunos de los cuales fueron cosechados de donantes vivos.

#### Canadá y Francia
Proyectos de ley similares contra el turismo de órganos se han propuesto en la asamblea nacional francesa (2010) y en el parlamento canadiense (2007, 2013). El gobierno de Canadá también ha planteado la cuestión de la extracción de órganos de practicantes de Falun Gong en las Naciones Unidas durante el proceso del Examen Periódico Universal en 2014.
El 10 de diciembre de 2018, el proyecto de ley S-240: una ley para enmendar el Código Penal y la Ley de Inmigración y Protección de Refugiados (tráfico de órganos humanos), se leyó por segunda vez en la Cámara de los Comunes de Canadá y se remitió a la Cámara de Representantes de Canadá  Comité Permanente de los Comunes sobre Asuntos Exteriores y Desarrollo Internacional. En el debate, la vicepresidenta del Subcomité de Asuntos Exteriores y Desarrollo Internacional del Subcomité de Derechos Humanos Internacionales (SDIR), Sra. Cheryl Hardcastle, mencionó que las cifras pueden ser entre 60.000 y 100.000 trasplantes de órganos por año. Las principales víctimas de la industria de sustracción de órganos de China fueron los seguidores de Falun Gong. La industria de sustracción de órganos de China se desarrolló en conjunto con su represión sistemática de Falun Gong ". Ella dijo: "Hoy es un aniversario que marca la Convención de las Naciones Unidas sobre Prevención y Castigo del Delito de Genocidio y Declaración Universal de Derechos humanos hace 70 años. Esos sentimientos están inextricablemente vinculados después de los horrores presenciados en la Segunda Guerra Mundial y la convicción de nunca más. Sostengo que esos sentimientos están profundamente vinculados aquí también con el proyecto de ley S-240. Después de la Segunda Guerra Mundial, el mundo buscó asegurar que tal locura contra la humanidad nunca volviera a suceder. La sustracción y el tráfico de órganos son una realidad nauseabunda y debemos detenerlos. Canadá debe actuar y debe comenzar aprobando el proyecto de ley S-240."